# Camponotus arminius
Camponotus arminius är en myrart som beskrevs av Auguste-Henri Forel 1910. Camponotus arminius ingår i släktet hästmyror, och familjen myror.

## Underarter
Arten delas in i följande underarter:
- C. a. arminius
- C. a. bicontractus

## Bildgalleri

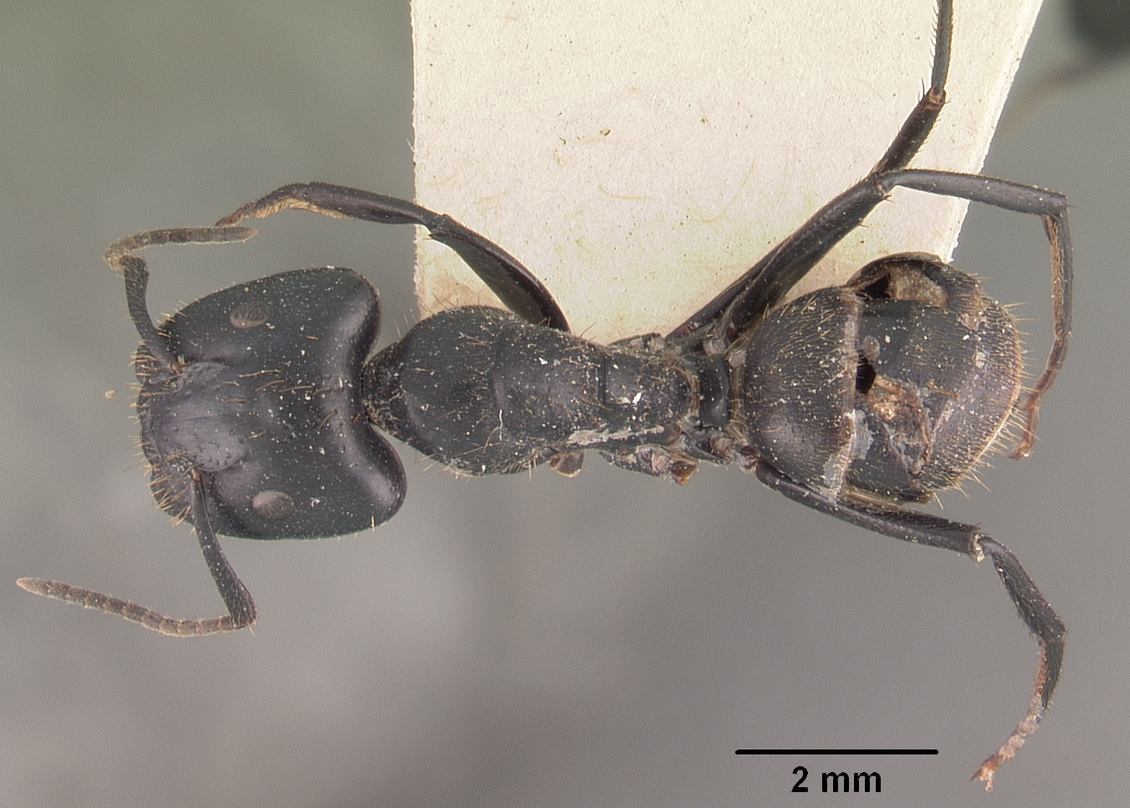
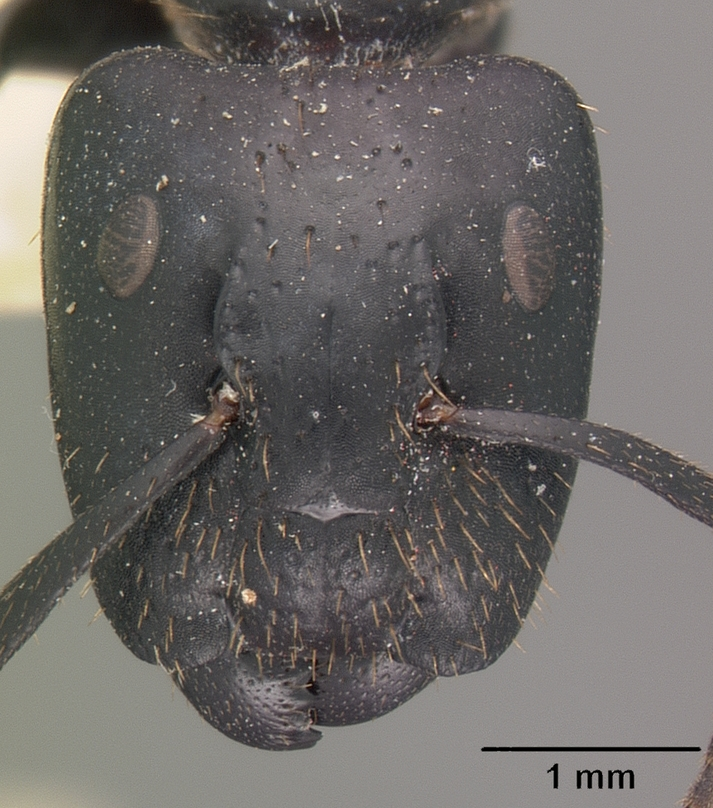
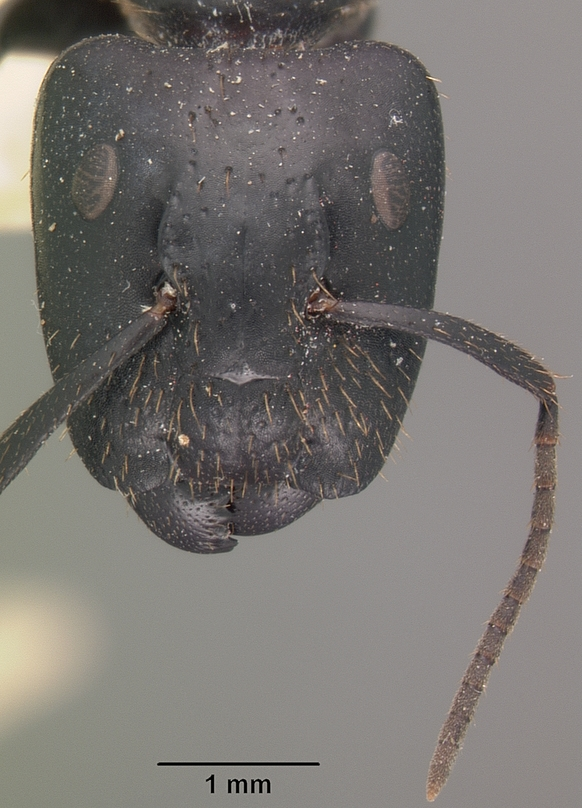
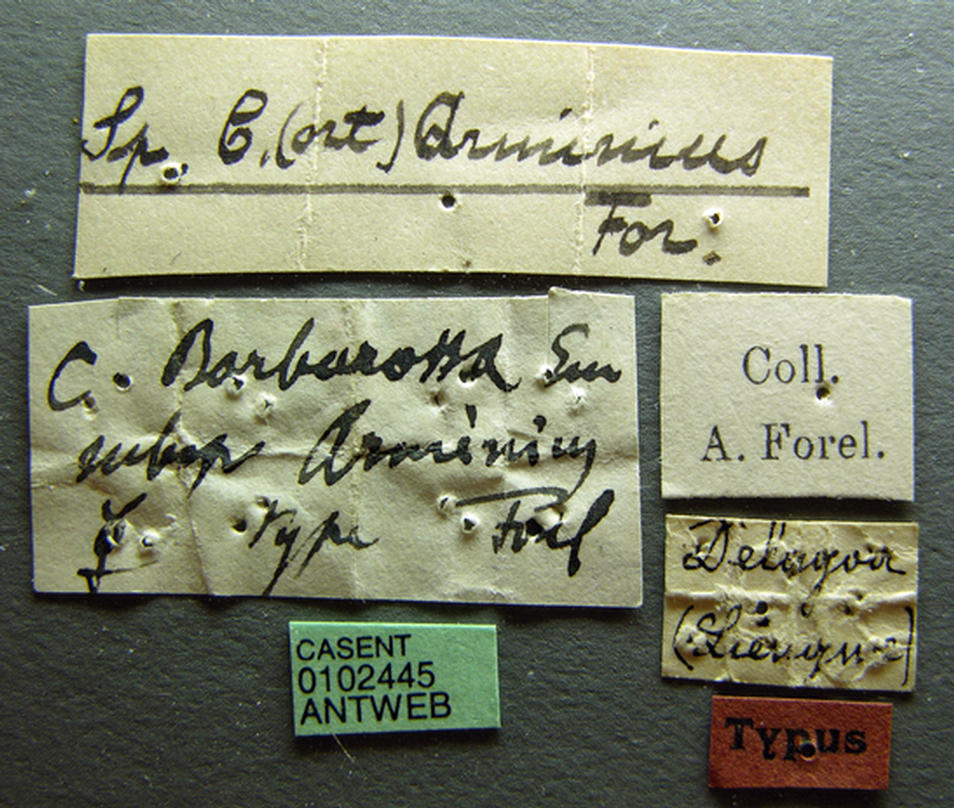
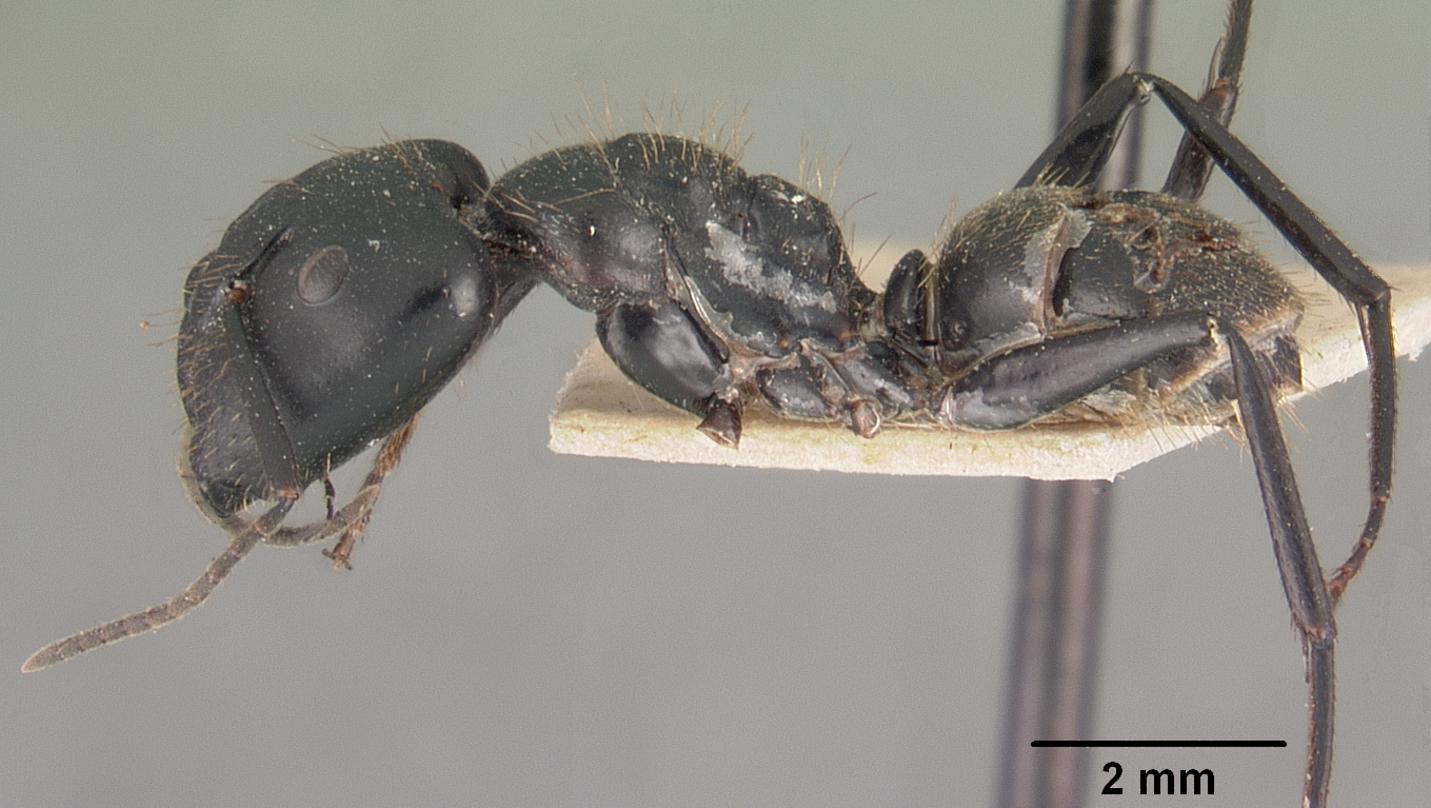
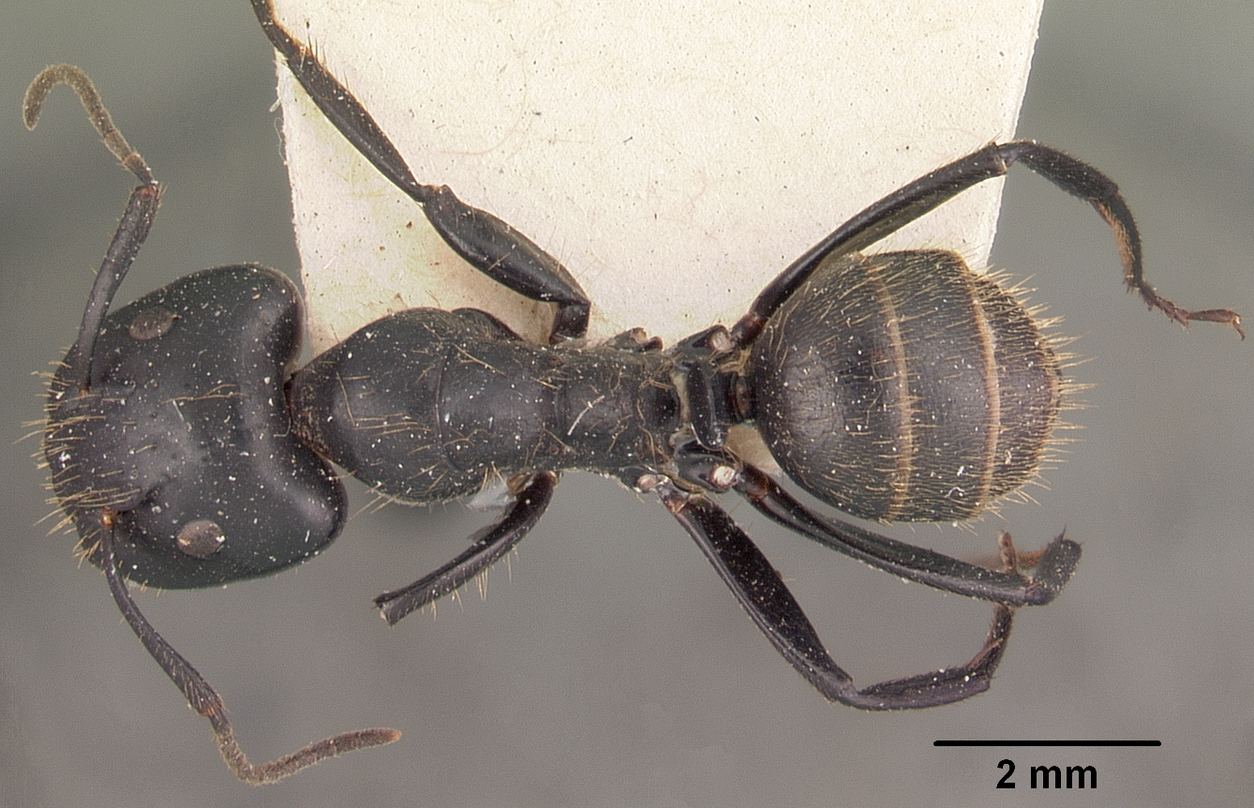